# Purtim Kanda
Purtim Kanda – gaun wikas samiti w zachodniej części Nepalu w strefie Rapti w dystrykcie Rukum. Według nepalskiego spisu powszechnego z 2001 roku liczył on 744 gospodarstw domowych i 4382 mieszkańców (2175 kobiet i 2207 mężczyzn).